# Wolfenstein (відеогра, 2009)
Wolfenstein — відеогра, військово-фантастичний шутер від першої особи, розроблений американською компанією Raven Software спільно з компаніями id Software, Pi Studios, Endrant Studios і виданий компанією Activision. Wolfenstein є сіквелом ігри Return to Castle Wolfenstein 2001 року випуску і використовує ігровий рушій id Tech 4. Гра була випущена для платформ ПК, Xbox 360 і PlayStation 3. Вихід гри відбувся 18 серпня 2009 року в Північній Америці, 19 серпня в Австралії і 21 серпня в Європі. У сервісі цифрової дистрибуції Steam гра з'явилася 13 жовтня 2009 року.

## Геймплей
Граючи за агента, гравцеві доведеться битися з солдатами, потойбічними істотами та монстрами, створеними нацистськими вченими для поневолення світу. Гравець також може за допомогою медальйона переміщатися в паралельний вимір, у якому немає тіней і все має зеленувато-блакитний відтінок. Вам доведеться його досліджувати, а також разом з союзниками знищити нацистську військову машину. У грі є як і звичайна зброя, так і більш сучасна зброя, працююча на енергії Чорного Сонця. У вас від самого початку немає зброї, а після першої розмови з Еріком Енглє ви отримуєте автомат МР-40, гранату Mdl.24, і динаміт, щоб підривати стіни і великих потвор потім на вокзалі в бою ви отримуєте рушницю Kar-98. В наступній місії «Роскоп», в бою ви отримуєте автомат МР-43. Далі, в закинутій церкві ви, вбивши модернізованого солдата отримуєте «Фотонну Гармату» яка працює на енергії Чорного Сонця, і стріляє розсіяним потоком енергії який при контакті з ворогом розриває його на атоми. Пізніше на Укріпленій фермі спускаючись до печер ви в бою отримуєте «Панцршрек», зовні схожий на рокетницю, не потребує енергії, стріляє ракетами, тому не вважається «особливою» Далі, після кривавої битви в шпиталі ви отримуєте так зване «Знаряддя Тесли», яке за допомогою переробленої енергії Чорного Сонця вистрелює розсіяним потоком електрики з ближньою дальністю. По дорозі до швейної фабрики ви зустрінете модернізованого солдата з вогнеметом, якого там називають фламенверфер, яке на мою думку теж не використовує енергії Чорного Сонця. Останню зброю ви отримуєте в замку, вона називається «Ляйхенфауст-44» знищує одразу кілька ворогів спалюючи їх радіаційним вибухом переробленої енергії Чорного Сонця, майже всіх ворогів вбиває з першого пострілу, в замку двічі використовується для підняття воріт. Wolfenstein надає різний асортимент місій, пов'язаних між собою.
Медальйон, крім можливості переносу гравця в паралельне вимірювання, також по ходу гри набуває нових властивостей: уповільнення часу, енергетичний «щит», що відбиває постріли ворогів, і «суперпотужність», що збільшує силу ваших пострілів у кілька разів.

## Мультиплеєр
У Wolfenstein є мультиплеєр з поділом на 3 класу: солдат, інженер і медик. Солдат може кидати вибухівку з дистанційним підривником, використовувати важку зброю і «удар тіні», схожий за принципом дії на гранату. Медик може лікувати і оживляти інших солдатів. Інженер може швидко бігати, мінувати / розмінувати споруди, будувати оборонні споруди і роздавати патрони.

## Сюжет
Сюжет гри Wolfenstein створено за мотивами міфів про нацистський окультизм в альтернативному фантастичному всесвіті: дії гри відбуваються під час Другої світової війни у місті Айзенштадт, де присутня потойбічна енергія так званого світу «Чорного Сонця» і таємничі артефакти стародавніх міфічних цивілізацій.
По сюжету гри Біджей(англ. B.J.) Блажкович, американський агент OSA, незмінний головний герой і протагоніст всіх ігор серії Wolfenstein, проводить диверсію на нацистському лінкорі Тірпіц, який мав намір запустити на Лондон стратегічні ракети. На лінкорі Блажкович скористався таємничим магічним Тулійським медальйоном, магічним артефактом, який створив на короткий час навколо Блажковича силове поле. Знищивши Тірпіц, Блажкович повернувся на базу OSA, однак відразу після цього вирушив на наступне завдання в Айзенштадт. Саме з прибуття на поїзді в Айзенштадт і починається безпосередньо ігровий процес.
Сюжет гри перегукується з сюжетом інших ігор серії. Так, фінальний бос Wolfenstein, Ганс Гроссе, також є першим босом в грі Wolfenstein 3D.

## Ігровий рушій
Wolfenstein використовує ігровий рушій id Tech 4, який був розроблений компанією id Software і вперше використовувався в шутері Doom 3 2004 року випуску. У Wolfenstein використовується остання версія id Tech 4, попередня використовувалася в Enemy Territory: Quake Wars. На відміну від неї, у версії рушія для Wolfenstein були додані ефекти глибини різкості, м'які тіні, різні ефекти пост-процесингу, фізичний рушій Havok, нові шейдери.
Wolfenstein є першою грою від id Software, яка не була випущена під Linux і не планується до випуску для нього.  Тімоті Бессет (англ. Timothee Besset), співробітник id Software, який займається портуванням її ігор на Linux, заявив: «Навряд чи нова гра Wolfenstein буде випущена під Linux. Для цього нічого не робилося в компанії, і я не брав жодної участі в проекті».

## Розробка
Вперше гра була анонсована в 2004 році під час інтерв'ю Тодда Холленсхеда каналу TechTV.
16 березня 2009 року в інтернет потрапило декілька десятків скриншотів гри, проте компанія Activision не підтвердила їх автентичність.
21 березня 2009 року вийшов перший ігровий ролик до гри, в якому був показаний геймплей.

## Оцінки
Журнал «Ігроманія» попри те, що це «класична B-movie, гра другого сорту …» поставив Wolfenstein 8 з 10 балів і підбиваючи підсумки 2009 року відзначив її нагородою «B-movie року».